# Baldovino VII di Fiandra
Baldovino VII di Fiandra (1093 circa – Roeselare, 17 luglio 1119) fu conte di Fiandra dal 1111 fino alla sua morte.

## Origine
Sia secondo la Genealogica Comitum Flandriæ Bertiniana che secondo la Vita Karoli Comitis Flandriæ Baldovino era il figlio primogenito del conte delle Fiandre Roberto II di Gerusalemme e della moglie (come ci viene confermato dal documento n° LXXIV del Cartulaire de l'Abbaye de Saint-Bertin, dove viene citata come contessa (Clementie Flandrarum comitisse) quale moglie di Roberto (nam conjux eius, Robertus iunior)) Clemenza di Borgogna che, secondo la Genealogica Comitum Flandriæ Bertiniana, era figlia del conte di Borgogna, conte di Mâcon e conte di Vienne, Guglielmo I, detto il Grande o l'Ardito (Clementiam filiam Willelmi comitis Burgundionum cognomento Testahardith) (1020 – 1087) e di Stefania di Borgogna (ca. 1035 – dopo il 1088), di cui non si conoscono con esattezza gli ascendenti: 
- la versione più accreditata è che fosse contessa Vienne, figlia di Gerardo di Vienne
- secondo lo storico Szabolcs de Vajay, era la figlia del Duca dell'Alta Lorena (Lotaringia), Adalberto, conosciuto anche come "Conte di Longwy"
- secondo lo storico e genealogista francese, Pierre de Guibours, detto Père Anselme de Sainte-Marie o più brevemente Père Anselme era figlia del conte di Barcellona, Gerona e Osona, Berengario Raimondo I di Barcellona, e della sua prima moglie, Sancha Sánchez di Castiglia (una seconda versione sostiene che fosse figlia della seconda moglie, Guisla de Lluça)
- secondo lo storico Maurice Chaume, invece era figlia di una delle figlie (Adelaide o Stefania) del conte di Barcellona, Gerona e Osona, Raimondo Borrell III, e di Ermesinda di Carcassonne
- infine lo storico francese specializzato nella genealogia dei personaggi dell'Antichità e dell'Alto Medioevo, Christian Settipani, sostiene che fosse figlia del Conte di Bigorre, Bernardo II, e della prima moglie, Clemenza.

Secondo il documento n° XXIX del Cartulaire de l'Abbaye de Saint-Bertin, Roberto II di Fiandra era il figlio primogenito del conte delle Fiandre, Roberto I, e, come ci conferma la Genealogica Comitum Flandriæ Bertiniana, della moglie, Gertrude di Sassonia, che, sia secondo la Genealogica Comitum Flandriæ Bertiniana, che secondo la Genealogia ex stirpe Sancti Arnulfi descendentium Mettensis era figlia di Bernardo II di Sassonia e di Eilika di Schweinfurt (secondo l'Annalista Saxo era la legittima moglie di Bernardo II di Sassonia), che ancora secondo l'Annalista Saxo era la figlia di Enrico di Schweinfurt Margravio di Nordgau e della moglie Gerberga di Hammerstein (come conferma la Thietmari Merseburgensis episcopi Chronicon Gerberga (dominam suam Gerbergam), durante la ribellione del 1003 era custodita dal cognato, Bucco, (frater comitis Heinrici, Bucco nominem).
Baldovino, per parte di madre era il nipote di Guido di Borgogna (1050-1124), futuro papa con il nome di Callisto II e di Raimondo di Borgogna (circa 1062 – 1107), futuro conte di Galizia e di Coimbra e futuro padre del re Alfonso VII di Castiglia che sarà detto l'imperatore di Spagna; poteva poi vantare parentela molto stretta con altre case regnanti: era infatti primo cugino anche di Amedeo III di Savoia e di Guglielmo V del Monferrato, entrambi erano figli di una zia materna, Gisella di Borgogna, che aveva sposato, in prime nozze, Umberto II di Savoia, e poi Ranieri I del Monferrato.

## Biografia
Dopo la morte del nonno, Roberto I, nel 1093, suo padre Roberto succedette al padre come Roberto II, conte di Fiandra, come ci testimoniano gli Annales Blandinienses.
Nel 1096 suo padre, Roberto II, prese parte alla spedizione della prima crociata, voluta da papa Urbano II nel 1095. Roberto II, prima di partire, istituì un consiglio di reggenza per le Fiandre, e secondo lo storico britannico, noto medievalista e bizantinista, Steven Runciman, nel suo A History of the Crusades: Volume 1 (non consultato), Clemenza resse la contea per gli anni (1096 - 1100) in cui Roberto II partecipò alla crociata.
Secondo il cronista e monaco benedettino dell'abbazia di Malmesbury, nel Wiltshire (Wessex), Guglielmo di Malmesbury, nel settembre del 1096, suo padre, Roberto II, fu tra i nobili che partirono per la Prima Crociata assieme al cugino, il duca di Normandia, Roberto, detto Cosciacorta con un seguito di cavalieri inglesi, normanni, franchi e fiamminghi; dopo aver partecipato alla conquista di Gerusalemme, nel luglio 1099, e, dopo aver preso parte in agosto alla battaglia di Ascalona, in agosto, Roberto II, ancora assieme al cugino, Roberto Cosciacorta, nel mese di settembre, ancora secondo il Runciman lasciò la terra santa per fare rientro in patria.
Dopo essere divenuto re di Francia, nel 1108, Luigi VI il Grosso, secondo il monaco e cronista inglese, Orderico Vitale, ebbe problemi col conte di Blois, di Chartres, di Meaux e di Châteaudun, signore di Sancerre e Amboise, conte di Troyes e conte di Champagne, Tebaldo II che era in rivolta contro Luigi VI insieme ad altri baroni francesi. Suo padre, Roberto II, secondo gli Annales Blandinienses morì nel 1111: Roberto II si era unito all'esercito reale che si dirigeva contro Meaux, dove Tebaldo si era ritirato ma, in una strettoia, vicino alla città, cadde dal suo cavallo e finì sotto le zampe della cavalleria e morì poco dopo, il 5 ottobre 1111, per le ferite riportate; il suo corpo fu trasportato ad Arras, dove venne sepolto nell'abbazia di San Vedasto.
Baldovino gli succedette come Baldovino VII conte di Fiandra.
Il documento n° 3899 del Recueil des chartes de l'abbaye de Cluny Tome V, certifica che, nell'aprile del 1112, Clemenza assieme al figlio il conte, Baldovino VII, fece una donazione in suffragio di Roberto II.
Nel 1115, secondo il Sigeberti Continuatio Valcellensis donò a suo cugino (figlio di Adelaide di Fiandra, sorella di suo padre Roberto II), Carlo di Danimarca, detto il Buono (Karolo consobrino suo), che era cresciuto alla corte di Fiandra, il castello di Encres, tolto all'usurpatore, Ugo (Hugone Camdavena).
Nel 1117, ancora secondo il Sigeberti Continuatio Valcellensis assediò nel castello di SanPaolo il suo vassallo Ugo (Hugo Camdavena), che aveva devastato, incendiato e rapinato nel territorio della contea e che, con la mediazione del conte di Boulogne, Eustachio III (Eustathio comite Boloniæ), si raggiunse una riconciliazione.
Baldovino fece sposare il cugino, Carlo di Danimarca, con Margherita di Clermont unica erede della contea di Amiens tra il 1118 ed il 1119 come ci conferma la Vita Karoli Comitis Flandriæ.
Suo cugino, Guglielmo Cliton, figlio del posto duca di Normandia, Roberto II, che, dopo diverse peripezie, verso il 1111, aveva raggiunto, il conte delle Fiandre, Baldovino VII, che, secondo Orderico Vitale, lo aveva preso sotto la sua protezione, e che divenuto maggiorenne, reclamava il ducato di Normandia, allo zio, il re d'Inghilterra, Enrico I Beauclerc, e si schierò con Baldovino al fianco di Luigi VI di Francia contro Enrico I, aumentando il malcontento dei baroni normanni; e durante questa guerra che lo vedeva contrapposto ad Enrico I di Inghilterra Baldovino trovò la morte. Secondo Orderico Vitale, dopo aver occupato Arques, durante la Battaglia di Bures-en-Bray, nel settembre 1118, venne ferito alla testa; nonostante ciò la notte successiva si diede ai bagordi (carni, vino mielato e donne) e da quella notte non si riprese più, passò otto mesi in mortale malattia, sino a giugno, quando morì; anche Guglielmo di Malmesbury conferma che Baldovino, a sostegno di Guglielmo Cliton, all'improvviso attaccò numerosi castelli in Normandia, e combattendo nelle vicinanze di Arques, il suo elmetto fu deformato a causa dei ripetuti colpi ricevuti e lui ebbe un danno al cervello (for his helmet being battered with repeated strokes, he received an injury to his brain); si ritenne che il suo stato di salute peggiorò, in quanto mangiò oca e aglio e durante la notte non si astenne da rapporti sessuali, e nonostante i migliori medici, morì per la malattia.
Ancora Guglielmo di Malmesbury ci informa che Baldovino passò gli ultimi dieci mesi di vita nell'Abbazia di San Bertino, a Saint-Omer, dove secondo gli Annales Elnonenses Maiores, venne sepolto. Gli Annales Blandinienses confermano che fu sepolto nell'Abbazia di San Bertino, dove aveva passato gli ultimi mesi di vita, divenendo monaco e, dove Baldovino, senza discendenza, sul letto di morte, secondo David M. Nicholas, nel suo Medieval Flanders, edito da Longman, 1992 ( non consultato), indicò come suo successore suo cugino Carlo che succedette al cugino come nuovo conte di Fiandra; anche la Vita Karoli Comitis Flandriæ, riporta la morte di Baldovino, ma riferisce anche che la successione di Carlo fu contrastata dalla madre di Baldovino, Clemenza, che avrebbe preferito come conte di Fiandra William di Ypres, il figlio illegittimo di Philip di Loo, fratello di suo marito, Roberto II.

## Matrimonio e discendenza
Secondo la Genealogica Comitum Flandriæ Bertiniana Baldovino si era sposato con Agnese o Havoise, figlia di Alano IV Fergent, duca di Bretagna, verso il 1110; Havoise, secondo il Ex Chronico Briocensi, e come conferma l'arcivescovo, Guglielmo, della città di Tiro, nell'odierno Libano, nel suo Historia rerum in partibus transmarinis gestarum, era l'unica figlia femmina del duca di Bretagna, conte di Cornovaglia, Conte di Rennes e conte di Nantes, Alano IV Fergent e di Ermengarda d'Angiò, che, come conferma l'arcivescovo, Guglielmo di Tiro e anche secondo la Chronica Albrici Monachi Trium Fontium (non la nomina ma la cita come contessa di Rennes), era figlia del Conte di Angiò e conte di Tours, Folco IV il Rissoso e, come ci conferma la Chronica de Gesta Consulum Andegavorum, Chroniques d'Anjou, dalla sua prima moglie Hildegarde di Beaugency ( † 1070), figlia del signore di Beaugency, Lancillotto II, uno dei più fedeli vassalli di suo zio, Goffredo II "Martello". Il matrimonio viene confermato anche dalla Genealogiae comes Flandriae.
Il matrimonio ebbe breve durata e, forse, data l'età di Agnese (la sposa al momento del matrimonio aveva solo 9 anni), non fu consumato; ancora secondo la Genealogiae comes Flandriae, che non precisa la data, il Papa Pasquale II annullò il matrimonio per consanguineità dei due sposi. Forse il divorzio fu favorito anche dalla nuova situazione politica: la Bretagna continuava l'alleanza con il ducato di Normandia ed il regno d'Inghilterra, mentre le Fiandre si erano avvicinate al regno di Francia. Comunque il matrimonio non durò a lungo, divorziarono e nessuno dei due si risposò.
Di Baldovino non si conosce alcuna discendenza, come ci conferma la Genealogica Comitum Flandriæ Bertiniana.

### Fonti primarie
- (LA)  Monumenta Germaniae Historica, Scriptores, tomus V.
- (LA)  Monumenta Germaniae Historica, Scriptores, tomus VI.
- (LA)  Monumenta Germaniae Historica, Scriptores, tomus IX.
- (LA)  Monumenta Germaniae Historica, Scriptores, tomus XII.
- (LA)  Monumenta Germaniae Historica, Scriptores, tomus XXIII.
- (LA)  Monumenta Germaniae Historica, Scriptores, tomus XXV.
- (LA)  Ordericus Vitalis, Historia Ecclesiastica, vol. II.
- (LA)  Ordericus Vitalis, Historia Ecclesiastica, vol. unicum.
- (LA)  Thietmari Merseburgensis episcopi Chronicon.
- (LA)  Cartulaire de l'Abbaye de Saint-Bertin.
- (LA)  Recueil des chartes de l'abbaye de Cluny. Tome 5.
- (LA)  Chronica de Gesta Consulum Andegavorum, Chroniques d'Anjou.
- (LA)  Rerum Gallicarum et Francicarum Scriptires, tomus XII.
- (LA)  Historia Rerum in partibus transmarinis gestarum, liber II.
- (EN)  The Ecclesiastical History of England and Normandy, Volume 3.
- (EN)  Chronicle of the Kings of England: From the Earliest Period to the Reign, of king William's children.

### Letteratura storiografica
- Z.N. Brooke, "La Germania sotto Enrico IV e Enrico V", cap. XIII, vol. IV (La riforma della chiesa e la lotta fra papi e imperatori) della Storia del Mondo Medievale, 1999, pp. 422–482.
- William John Corbett, "Inghilterra, 1087-1154", cap. II, vol. VI (Declino dell'impero e del papato e sviluppo degli stati nazionali) della Storia del Mondo Medievale, 1999, pp. 56–98.